# Obszervatóriumi kronométer

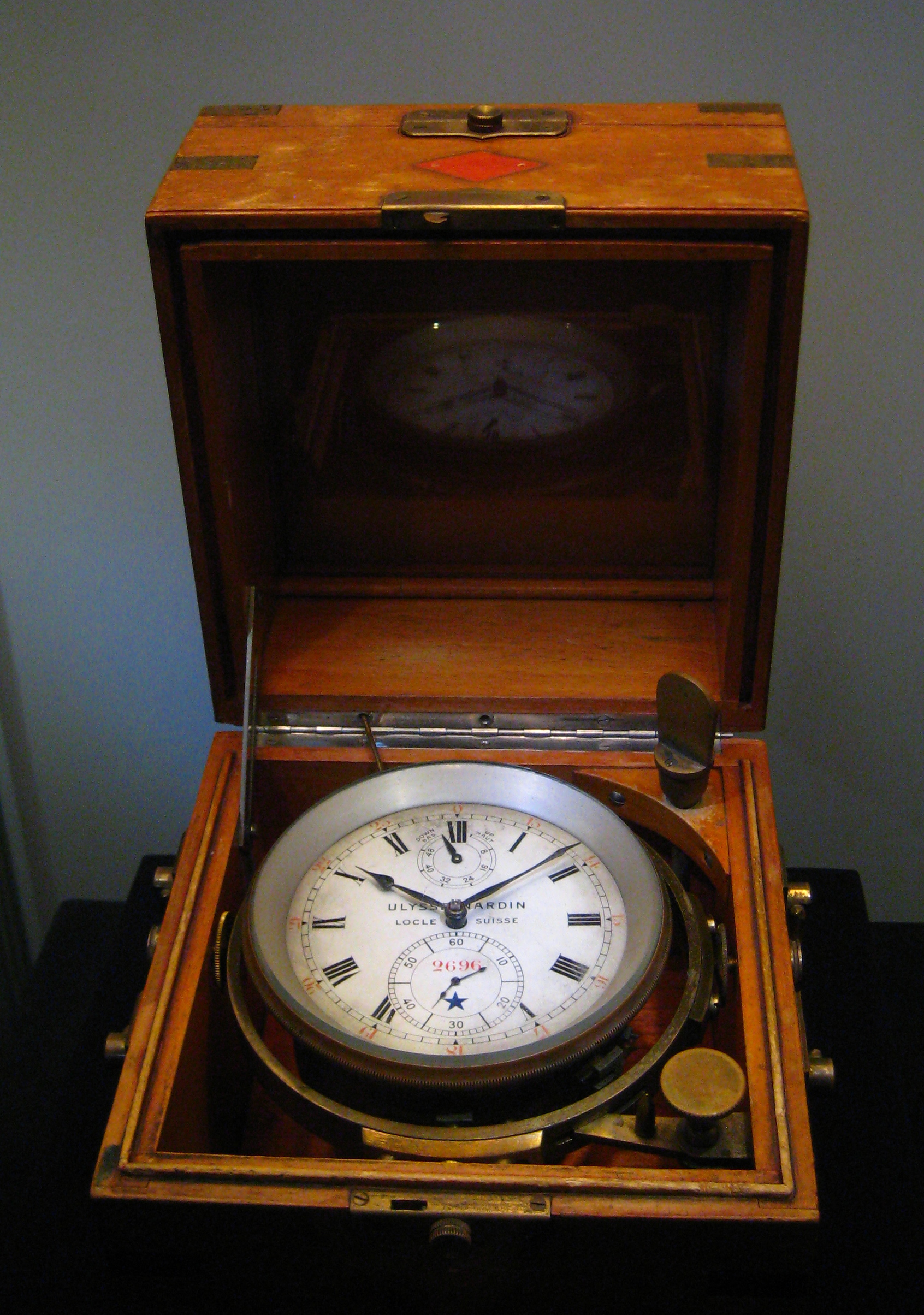
A Neuchatel csillagászati obszervatórium által igazolt Ulysse Nardin óra (Svájc, 1930)

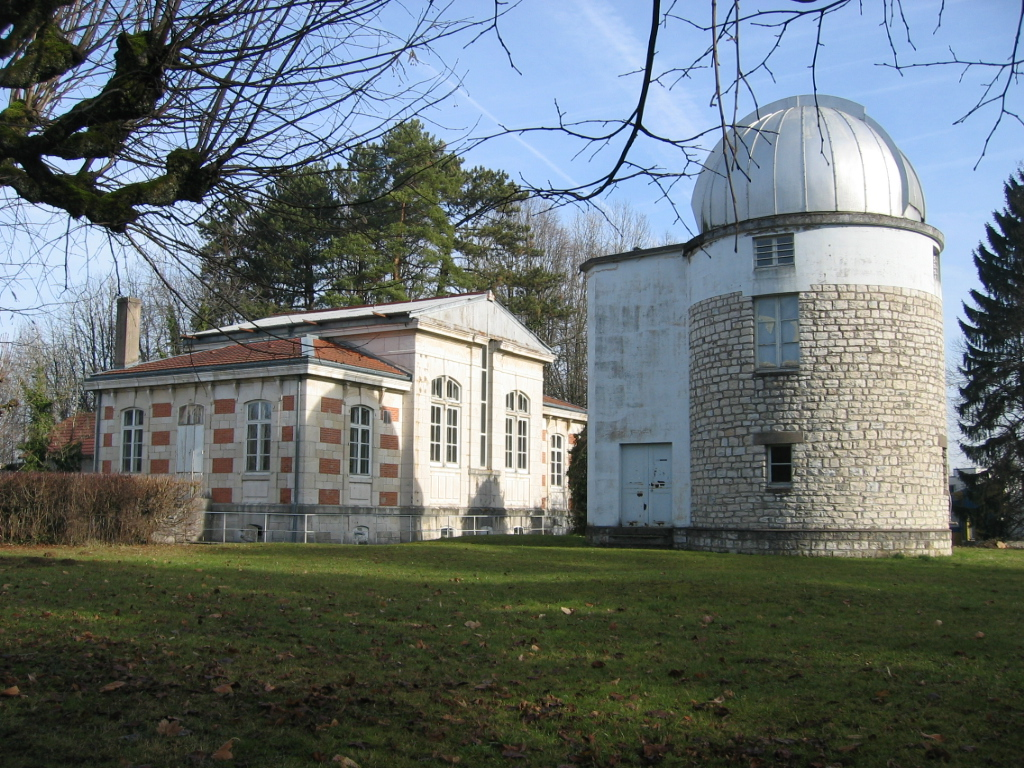
A Besançon obszervatórium (Franciaország, Franche-Comté régió)

Mihelyst a mechanikus órák pontossága elérte azt a szintet, hogy a tengereken alkalmasak voltak a földrajzi hosszúság, és ezzel a hajók földrajzi helyzetének meghatározására (lásd: tengerészeti kronométer), Nyugat-Európában felmerült az igény, hogy az órák pontosságát az akkori legpontosabb időmérő eszközök, a csillagászati obszervatóriumok állapítsák meg és minősítsék. A Neuchatel Obszervatórium, a Genfi Obszervatórium, a Besançon obszervatórium és a Kew obszervatórium olyan obszervatóriumok voltak, amik foglalkoztak mechanikus órák pontosságának minősítéséve és a sikeres eredményről tanúsítványt adtak ki.
Az ilyen tanúsítvánnyal rendelkező órák kapták a (kissé megtévesztő) obszervatóriumi kronométer megnevezést, hiszen valójában az ilyen kronométert az obszervatórium nem használta, csak minősítette. A tesztelés 30-50 napig tartott, és azok a pontosság tekintetében sokkal szigorúbbak voltak, mint manapság a COSC által a certifikált kronométerrel szemben támasztott követelmények. A sikeres tesztet követően az obszervatórium egy Bulletin de Marche-t, vagyis tanúsítványt adott ki, ami a beadott, konkrét órára vonatkozott (nem az összes, azonos típusra).
Az 1960-as években Svájcban az összes óragyártó évente mintegy 1 millió órát állított elő. Ebből a legjobbakból is mindössze néhány százat küldtek be obszervatóriumi minősítésre. Az óragyártók ugyanis, látva a követelményeket, speciálisan erre a minősítésre szánt órákat kezdtek gyártani, amikből csak néhány darabot állítottak elő. Ezek manapság lassú frekvenciájúnak számító (18 000 és 21 600 bph közötti), túlméretezett kiegyenlítő kerékkel épült órák voltak, amiket a legjobb órakészítő mesterek többnyire kézimunkával, évek alatt készítettek el, és állítottak be a tesztelés céljainak megfelelően.
Az ilyen óraszerkezetekre tipikus példa a Peseux cal 260, a Zenith cal 135 és a Longines cal 360. Egyes órák szerkezete annyira a teszt céljaira kifejlesztett, speciális kivitelű volt, hogy a mindennapi használatra, karórának alkalmatlan volt, ezért nem is kezdték árusítani. Erre ellenpélda az 1966 és 1967 között a Girard-Perregaux óragyártó által előállított Calibre 32A óraszerkezet, amiből 670 db karórát állítottak elő, és mindegyik obszervatóriumi kronométer minősítést kapott a Neuchatel Obszervatóriumtól. Ennek a kronométernek a megvalósításával elmozdulás történt az óragyártók technológiájában a még pontosabb órák felé, például a magasabb lengésszám alkalmazásával. A példát olyan óragyártók követték, mint a Patek Philippe, a Zenith, az Audemars Piguet, a Jaeger-LeCoultre, a Chopard, a Vacheron Constantin, a Mathey-Tissot és mások. A magasabb lengésszám alkalmazása és a nagyobb pontosság követelménye a mechanikus órákkal szemben a kvarcórák 1960-as évekbeli megjelenésével felerősödött. A Girard-Perregaux 1966-ban jubileumi elismerést kapott a Neuchatel Obszervatóriumtól.
A versengés a mechanikus órák gyártói között a nagyobb pontosság érdekében a kvarcórák elterjedésével gyakorlatilag megszűnt az 1970-es években, így további órákat nem adtak át tesztelésre és minősítésre a csillagászati obszervatóriumoknak.